# Pachetra syriensis
Pachetra syriensis là một loài bướm đêm trong họ Noctuidae.